# マリアナ・パホン
マリアナ・パホン・ロンドーニョ（Mariana Pajon Londoño、1991年10月10日 - ）は、コロンビア、メデジン出身の女子自転車競技（BMX）選手。
2012年ロンドンオリンピックの開会式では、コロンビア選手団の旗手を務めた。

## 来歴
2008年
- BMX世界選手権
  - クルーザージュニア部門 優勝

2009年
- BMX世界選手権
  - ジュニア部門 優勝
  - クルーザージュニア部門 優勝

2010年
- BMX世界選手権・クルーザー 優勝（クルーザークラス最後の優勝者）

2011年
- BMX世界選手権 優勝

2012年
- BMX世界選手権 5位
- ロンドンオリンピック・BMX 優勝